# Pletací systém
Pletací systém (anglicky leading feet) je soustava všech pracovních orgánů zátažného pletacího stroje, kterými se řídí tvorba jednoho řádku pleteniny.

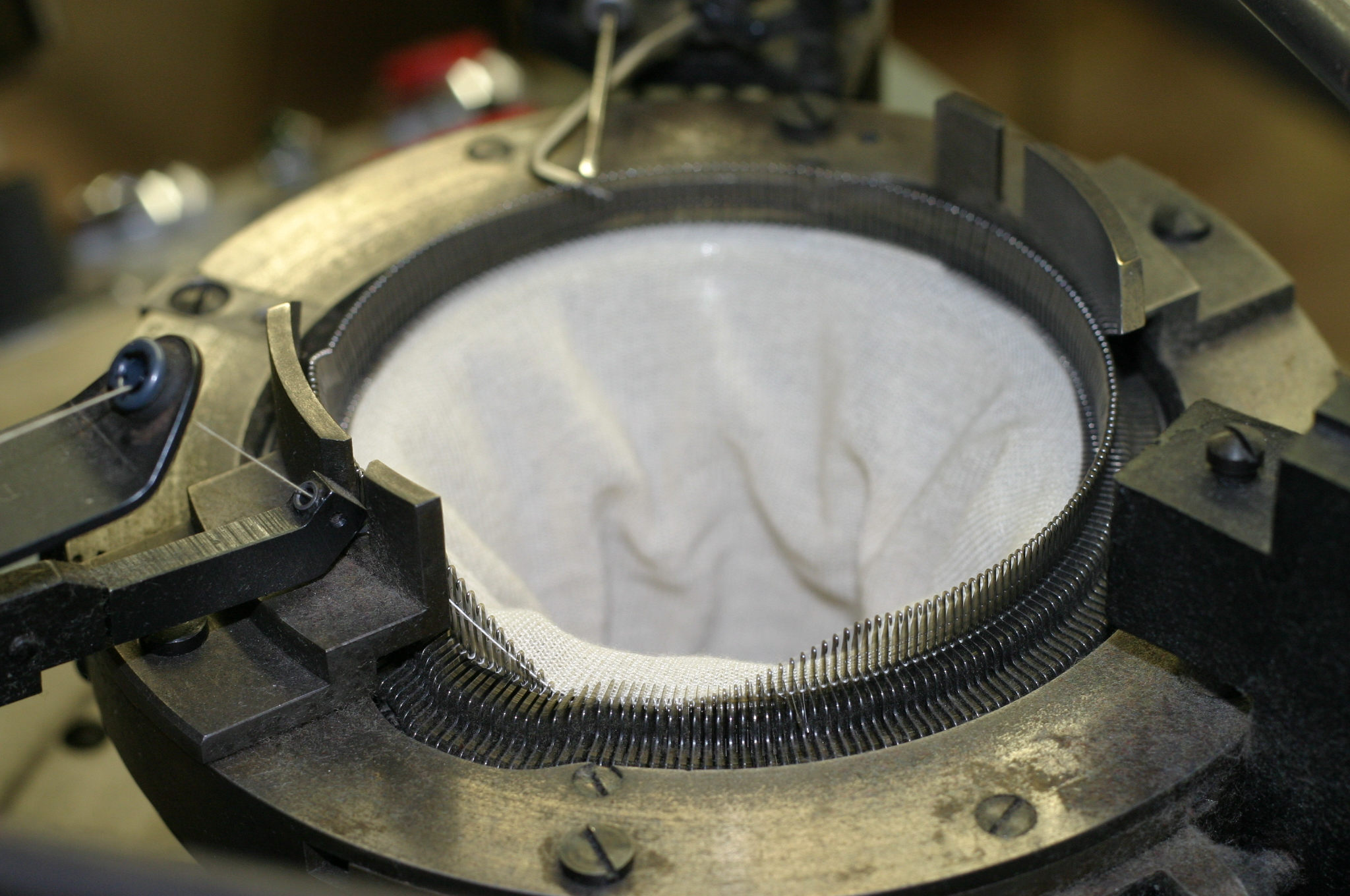
Muzeální okrouhlý stroj s jedním systémem

Ke každému systému se přivádí jedna pletací nit, ze které se během jedné obrátky stroje vytvoří řádek oček, takže počet systémů může být shodný s počtem řádků upletených na jednu obrátku stroje. Jen v případě (možného) nastavení systému na převěšování niti se nová očka netvoří.

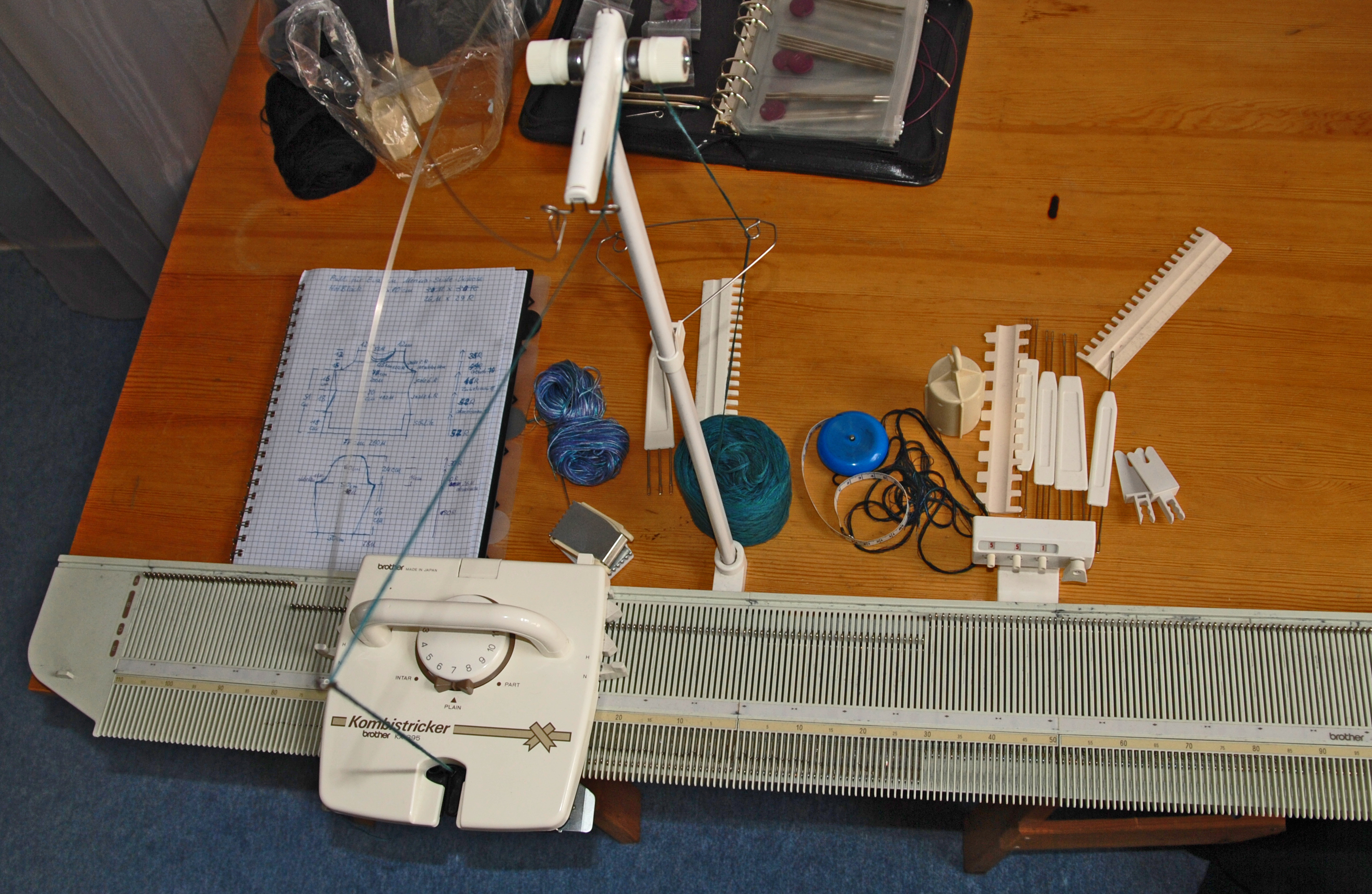
Plochý pletací strojek (pro amatéry) s jedním systémem

## Systémy na okrouhlých pletacích strojích

### Složení systému
K systému patří podavač (něm.: Fournisseour), který vede nit přes kontrolu uzlů a tlustých míst, prochází zarážkou a zařízením zajištujícím konstantní napětí niti (s pomocí kuželových ozubených kol, zásobníku s převinutou pletací nití aj).
Nit je vedena dále přes zámek, kterým se ovládá pohyb jednotlivých jehel. 
Vlastní pletací orgány, tj. jehly a jehelní lůžko, však k pletacímu systému nepatří.
Konstrukce systémů asi od začátku 21. století umožňují u strojů s průměrem nad 165 mm nerušené zpracování při rychlosti podávání niti do 2 m/sec.
U maloprůměrových okrouhlých strojů se udává maximální rychlost se 4 m/sec.

### Hustota systémů
se obvykle měří počtem systémů na průměr stroje v anglických palcích (2,54 cm). Protože se s každým instalovaným systémem násobí počet obrátek stroje a s tím počet upletených řádků, jsou moderní velkoprůměrové stroje často konstruovány na nižší obrátky při maximálně možném počtu systémů. 
V roce 2012 se udávaly jako příklad maximální hustoty stroje s průměrem 42 palců a 152 systémy tj. s hustotou 3,6. Tyto konstrukce však vyžadují speciální úpravy ústrojí k ovládání jehel.
Známý okrouhlý stroj Relanit má dokonce 4 systémy na palec. Některé studie upozorňují na fakt, že s vyšší hustotou systémů se zvyšuje náchylnost ke zkrucování hotové

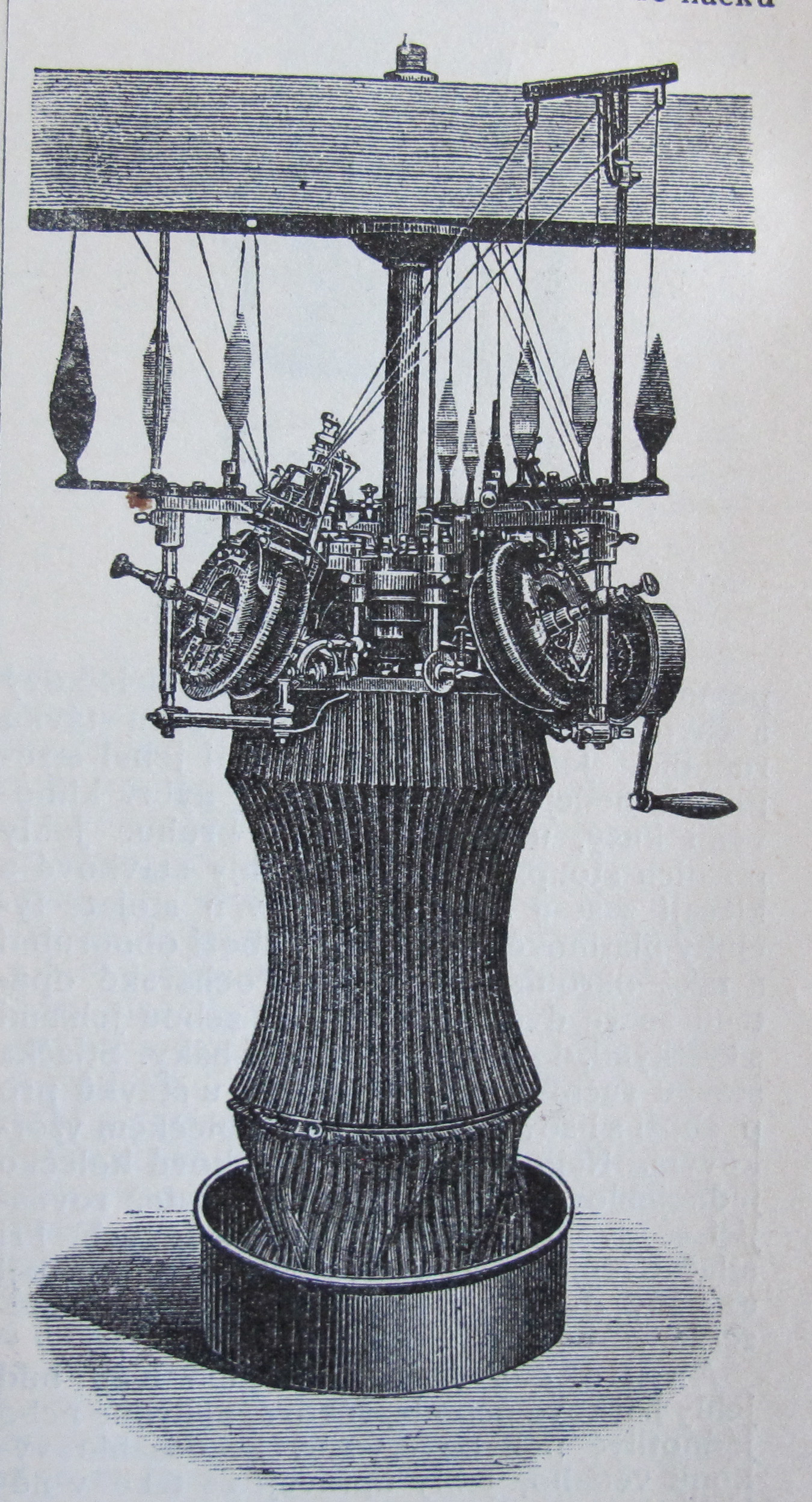
Okrouhlý zátažný stávek se 4 systémy – tvořiči (z konce 19. století)

pleteniny.

## Systémy na plochých pletacích strojích
Na plochých strojích se systémy nacházejí na saních s vratným pohybem podél pevně umístěného jehelního lůžka. Instaluje se maximálně 5 systémů na stroj.
Moderní stroje používají při pracovní šířce do 244 cm (s 2 vývody) a rychlosti 1,2 m/sec. 2-3 systémy na vývod

### Poznámka
Ve starší české odborné literatuře se pro pletací systém často používalo označení pracovní systém nebo tvořič.